# Serra do Divisor nationalpark
Serra do Divisor nationalpark är en nationalpark i Brasilien. Den ligger i kommunen Cruzeiro do Sul och delstaten Acre, i den västra delen av landet, 2 900 km väster om huvudstaden Brasília.
I omgivningarna runt Serra do Divisor nationalpark växer i huvudsak städsegrön lövskog. Runt Serra do Divisor nationalpark är det glesbefolkat, med 10 invånare per kvadratkilometer. Tropiskt monsunklimat råder i trakten. Årsmedeltemperaturen i trakten är 22 °C. Den varmaste månaden är augusti, då medeltemperaturen är 24 °C, och den kallaste är juni, med 22 °C. Genomsnittlig årsnederbörd är 2 320 millimeter. Den regnigaste månaden är mars, med i genomsnitt 318 mm nederbörd, och den torraste är augusti, med 62 mm nederbörd.